# Svend Aage Sørensen (bokser)
Svend Aage Sørensen (født 3. august 1926 i Øster Hassing, død 27. september 2002) var en dansk bokser, der deltog i OL 1948 i London i fjervægt. Han tabte sin første kamp til peruvianeren Pedro García på point og var dermed færdig i konkurrencen.
Svend Aage Sørensen boksede for IF Sparta, og han blev i 1947 valgt som Årets fund i dansk sport.